# Voralpsee
Voralpsee est un lac suisse, situé dans le canton de Saint-Gall.

## Histoire
Le voralpsee se forme à la suite d'un glissement de terrain vers la fin de l'ère glaciaire. Des masses de roches se sont détachées, et l'on peut encore apercevoir à l'heure actuelle de nombreuses roches dans les bois tout autour du lac.

## Accessibilité
Le lac est accessible en voiture, ou via le car postal en provenance de Grabs - Buchs.

## Environnement
Des sentiers de randonnées sont accessibles autour du lac, et plusieurs zones de pique-nique s'y trouvent. La pêche y est autorisée.